# 渡名喜島
26°22′20″N 127°08′28″E / 26.37222°N 127.14111°E
渡名喜島（日语：／ Tonaki-jima */?，琉球語：／ ）是沖繩群島中的一個島嶼，行政區劃上屬於沖繩縣島尻郡渡名喜村。
渡名喜島位於那霸市西北約58公里處，北部為丘陵，南部為山岳，東部是峭壁，南北丘陵地帶之間有人居住。島上居民原以捕魚為生，現也有人以耕種為生，長年以來人口不足。有渡名喜港可以前往那霸和久米島。
此島被劃為渡名喜縣立自然公園的一部份。此島風景優美，但由於交通不便，前來觀光的人士較少。